# Backstreet Project
Backstreet Project é uma história em quadrinhos (banda desenhada em portugal) estadunidense criada por Nick Carter e Stan Lee. A publicação apresenta os membros do grupo de Carter, o Backstreet Boys, além de uma equipe de super-heróis chamados Cyber Crusaders. 
Carter um fã de histórias quadrinhos, criou um conceito original planejado como uma série de seis edições. Em fevereiro de 2000, ele conheceu Stan Lee através de seu gerente da The Firm. Carter contou a ele sobre seu conceito e Lee interessou-se pelo projeto, no entanto, eles decidiram transformá-lo em apenas uma edição.
Backstreet Project esteve disponível para compra nos concertos do grupo e em lojas online entre 2000 e 2001.

## Sinopse
O Backstreet Boys estão no meio de um de seus concertos. Enquanto o grupo se apresenta no palco, uma nave espacial cai perto do estádio. Os membros correm para a floresta até o local do acidente e lá encontram uma alienígena que estava na nave. A alienígena dá a cada um deles um amuleto encantado envolvido em cristais místicos e eles descobrem que ela está em uma missão de proteger a Terra de uma invasão alienígena que aconteceria em breve. Quando eles usam os amuletos, seu DNA é distorcido por um ciclone genético virtual, que dá a cada um deles superpoderes surpreendentes. A forma de super-herói do Backstreet Boys é chamada de Cyber Crusaders.

## Personagens
| Backstreet Boys/Cyber Crusaders | Backstreet Boys/Cyber Crusaders | Backstreet Boys/Cyber Crusaders                                                                             | Backstreet Boys/Cyber Crusaders | Backstreet Boys/Cyber Crusaders | Backstreet Boys/Cyber Crusaders |
| Nome                            | Alter ego                       | Habilidades e superpoderes                                                                                  |                                 |                                 |                                 |
| ------------------------------- | ------------------------------- | --- | ------------------------------- | ------------------------------- | ------------------------------- |
| Ninja Man                       | Nick Carter                     | Especialista em artes marciais de qualquer tipo. Equipado com espadas que podem cortar tudo.                |                                 |                                 |                                 |
| Illusioneer                     | Howie Dorough                   | Projeta ilusões tridimensionais e realiza telepatia mental.                                                 |                                 |                                 |                                 |
| Ordnance                        | AJ McLean                       | Excelente pontaria com qualquer arma. Equipado com armas a laser.                                           |                                 |                                 |                                 |
| Top Speed                       | Brian Littrell                  | Capaz de gerar esferas de energia e saltar de grandes alturas, como por exemplo, de edifícios em edifícios. |                                 |                                 |                                 |
| Power Lord                      | Kevin Richardson                | Contém uma super força. Pode levantar uma aeronave.                                                         |                                 |                                 |                                 |
| Alienígenas                     |                                 | |                                 |                                 |                                 |
| Zanell                          | -                               | Psicocinese                                                                                                 |                                 |                                 |                                 |
| Zator                           | -                               | Psicocinese                                                                                                 |                                 |                                 |                                 |

## Outras mídias
Com o lançamento de Backstreet Project, a rede de restaurantes Burger King produziu figuras de ação baseadas nos personagens dos quadrinhos, que foram vendidos em 2000 com a compra de combos de lanches infantis. Para a sua promoção, o Backstreet Boys e seus personagens em formato animado, também apareceram em três propagandas televisivas do Burger King.
Uma série de webisódios foi lançada em 2000. Nenhum dos personagens foi dublado pelos membros do Backstreet Boys. Sete episódios foram lançados no total:
1. Larger Than Life
2. Dead Heat
3. Wild Ride
4. Winner Takes All
5. Freefall
6. Zanell's Choice
7. The Camera Hates You